# Арчовая полёвка
Арчовая полёвка, памироалайская или памирская полёвка (лат. Neodon juldaschi) — вид грызунов из подсемейства Arvicolinae. Встречается на северо-западе Китайской Народной Республики, в Пакистане, Афганистане, Таджикистане, Узбекистане, Кыргызстане и на крайнем юго-востоке Казахстана, у западной оконечности Таласского Алатау.

## Систематика
В настоящее время арчовая полёвка рассматривается как отдельный вид в пределах рода Neodon,  включающего пять или шесть видов. Её первоописание принадлежит русскому естествоиспытателю Николаю Алексеевичу Северцову, который описал этот вид в 1879 году, используя особей из Памира в северо-восточной приграничной области Таджикистана недалеко от китайского города Аксу.
Ситуация осложнялась тем, что в 1909 году с Гиссарского хребта по сборам Каррутерса Томасом была описана форма carruthersi. Проблемы взаимоотношений, видового статуса или конспецифичности двух форм долго оставались открытыми. Собранные в различных естественно-географических районах эти две формы отличались по многим признакам. Таксон carruthersi рассматривался как отдельный вид (Ellerman, 1941; Ellerman, Morrison-Scott, 1951; Ognev, 1964) до тех пор, пока не был признан синонимом juldaschi в работе Корбета 1978 года (Corbet, 1978c). Позднее вопрос о конспецифичности этих форм  и соотвественно о синонимии названией обсдажлся многими исследователями (Громов, Ербаева, 1995; Громов и Поляков, 1977; Павлинов, Россолимо, 1987, 1998; Павлинов и др., 1995а; Musser, Carleton, 1993). Большаков и Покровский (1969) подвергли сомнению морфологические различия carruthersi и juldaschi и продемонстрировали беспрепятственную гибридизацию между формами с полностью фертильным потомством. Громов и Поляков (1977), однако, отнеслись к этим результатам скептически, отметив, что особи carruthersi, используемые в работе Большакова и Покровского для скрещивания были взяты не типовом местонахождении формы (Таджикистан, Гиссарские горы, 100 миль к востоку от Самарканда, 9000-10 000 футов), а были взяыт из долины реки Матча в Зеравшанском хребте чуть севернее Гиссарского хребта. Поскольку образцы, использованные Большаковым и Покровским, происходят из ущелья Майхур в Гиссарской долине, а типовое местонахождение просто обозначается как Гиссарские горы, мы считаем разумным принять их образец как представителя carruthersi (по иронии судьбы, их племенное поголовье — это Гиссарские горы), juldaschi происходит из Чечекты на Памире, примерно в 60 км к югу от типовой местности, и не вызвал никакой критики).
Гилева и Покровский (1970; и цитированные ссылки) включили прошлые хромосомные результаты и задокументировали лишь незначительные различия между carruthersi из Гиссарского хребта (2n = 54, FN = 56-58) и M. juldaschi из Чечекты (2n = 54, FN = 60). −61). Впоследствии Гилева и соавт. (1982) существенно расширили географическое представительство, включив материал из типового местонахождения juldaschi, и пришли к выводу, что популяции Памира (juldaschi) и популяции Гиссарского и Туркестанского хребтов (carruthersi) составляют одну группу, отличную от другого комплекса в Западном Тянь-Шане; не было указано, представляют ли эти две группы разные виды или только географические варианты (Громов, Ербаева, 1995, все рассматривались как один вид). В то время как статус населения западного Тянь-Шаня требует разрешения, опубликованные данные изображают carruthersi и juldaschi как примеры одного и того же биологического объекта.

## Описание
Длина тела у памирской полевки от 8,3 до 10,5 см, длина хвоста от 2,9 до 3,9 см. Длина ступни от 15 до 17 миллиметров, длина ушной раковины — от 11 до 14 миллиметров. Шерсть на спине бледно-коричневая, брюшко серовато-коричневое. Хвост двухцветный, с бледно-коричневой верхней и серебристо-белой нижней стороной.

## Распространение
Арчовая полёвка встречается на северо-западе Китая, в Пакистане, на северо-востоке Афганистана, на востоке Таджикистана, на западе Узбекистана и на юго-западе Кыргызстана. Ареал распространения в Китае включает части к северо-запад Тибетского автономного округа и к юго-запад Синьцзяна. 

## Образ жизни
Как и о других видах этого рода, информации об образе жизни Арчовой полёвки очень мало. Обитает в основном в горных степях и в лесах умеренного пояса на высоте более 3000 метров над уровнем моря. Она травоядна и собирает запасы на зиму.

## Статус, угрозы и охрана
Арчовая полёвка классифицируется Международным союзом охраны природы и природных ресурсов (МСОП) как вызывающая наименьшие опасения. Это оправдано сравнительно большим ареалом распространения и предполагаемой большой численностью популяции этого вида. Потенциальные риски для вида неизвестны. 

## Комментарии
1. ↑  Ряд авторов используют написание "арчёвая полёвка"[3].